# Nimbarka Bhaskara
Zasugerowano, aby ten artykuł podzielić na różne artykuły.
Nimbarka Bhaskara (dewanagari श्री निम्बार्काचार्य, trl. Śrī Nimbārkācārya) – żyjący w XI lub XII wieku filozof i święty wisznuizmu zaliczany do kumara sampradai.

## Życiorys
Urodził się w Murgarapattam w stanie Andhra Pradeś w południowych Indiach jako syn bramińskiej pary Aruni i Dźajanti.
Był ascetą i sannjasinem. Większość swojego pobożnego życia spędził w świętym miejscu zwanym Nimbagrama u stóp Gowardhana we Vrindavanie, gdzie założył sampradaję. Jej członkowie zwani byli Nimbarka lub Nimawant.

## Poglądy
- Jako obrońca pierwotnej wedanty krytykował adwajta-wedantę Śankary.
- Tworzył prace na temat filozofii dwaitadwaita wada. W jego naukach możliwa była jednocześnie „różnica i nieróżnica” pomiędzy atmanem i brahmanem[1].

## Dzieła
- Vedantaparijatasaurabha (streszczenie Wedantasutry)
- Daśaśloka (Vedantaratna – „Klejnot Wedanty”[1], 10 wierszy)
- Siddhantaratna